# Bothrideres arizonicus
Bothrideres arizonicus är en skalbaggsart som beskrevs av Thomas Casey 1924. Bothrideres arizonicus ingår i släktet Bothrideres och familjen rovbarkbaggar. Inga underarter finns listade i Catalogue of Life.